# Syngonanthus arenarius
Syngonanthus arenarius là một loài thực vật có hoa trong họ Eriocaulaceae. Loài này được (Gardner) Ruhland miêu tả khoa học đầu tiên năm 1903.